# Blue Murder
Blue Murder byla anglická hardrocková skupina, kterou založil dřívější kytarista Whitesnake a Thin Lizzy John Sykes. Skupina hrála od roku 1988 až do roku 1994, a mezitím vydala dva studiová alba Blue Murder a Nothin' but Trouble.

## Historie
Skupinu založil kytarista John Sykes, poté co byl v roce 1987 vyhozen z Whitesnake. Sykes zpočátku do kapely naverboval basistu Tonyho Franklina, bubeníka Cozyho Powella a zpěváka Raye Gillena. Nakonec Powell skupinu opustil a připojil se k Black Sabbath, a Gillen byl propuštěn na žádost vydavatelství, aby se Sykes stal frontmanem skupiny. Sykes požádal bubeníka Carmine Appice, aby se připojil ke skupině a souhlasil.
V dubnu 1989 skupina vydala svoje debutové album Blue Murder, které se umístilo v americkém žebříčku Billboard 200 na 69. místě a v britském žebříčku 45. místě. Podle Sykese se prodalo celosvětově 500 tisíc kopií a podle Appiceho se prodalo v USA přes 150 tisíc kopií. Album mělo úspěch, ale minimální, protože  zaostával za očekáváním kapely i vydavatelství. Sykes cítil, že Geffen Records nepropagovalo skupinu správně a uvedl: "Myslím, že se mě a Davida Coverdalea snažili dát zpátky dohromady. Chtěli, abych se vrátil s vítězným vzorcem, ale rány byly příliš čerstvé a zůstal jsem u stejné značky." Po vydání alba se kapela vydala na turné po Spojených státech a Japonsku.
Nahrávání druhého alba bylo opožděno, protože skupina byla v období nečinnosti kvůli stavbě Sykesovo vlastního nahrávacího studia. To frustrovalo Appiceho a Franklina, tak během roku 1991 odešli. 
Do kapely se připojili baskytarista Marco Mendoza a bubeník Tommy O'Steen. Blue Murder v nové sestavě vydala v srpnu 1993 druhé album s názvem Nothin' But Trouble, které neuspělo v žádném hudebním žebříčku, což Sykes opět připisoval Geffen Records u kterých měl pocit, že "neudělali nic" pro propagaci alba.
V roce 1994 vydali živé album Screaming Blue Murder: Dedicated to Phil Lynott, po kterém byli z vydavatelství vyřazeni a rozpadli se. Sykes se vydal na sólovou kariéru a podepsal smlouvu s japonskou pobočkou Mercury Records, poté se připojil s bývalými členy k reformované kapele Thin Lizzy.
Od rozpadu kapely bylo několik pokusů dát znovu dohromady Blue Murder. V roce 2019 Appice uvedl, že skupina spolu zkoušela, ale Sykes chtěl, aby skupina koncertovala pod přezdívkou John Sykes & Blue Murder, což Appice odmítl. V roce 2020 Appice uvedl, že on a Sykes znovu mluvili o možnosti opětovného shledání skupiny, ale z konverzace nakonec nic nevzešlo. 

## Členové
- John Sykes – zpěv, kytary (1987–1994)
- Tony Franklin – baskytara, doprovodný zpěv (1987–1992)
- Carmine Appice – bicí, perkuse, doprovodný zpěv (1988–1992)
- Nik Green – klávesy (1988–1994)
- Marco Mendoza – baskytara, doprovodný zpěv (1992–1994)
- Tommy O'Steen – bicí, perkuse (1992–1994)
- Kelly Keeling – rytmická kytara, doprovodný zpěv (1992–1993)
- Ray Gillen – zpěv (1987)
- Cozy Powell – bicí, perkuse (1987–1988)

## Diskografie

##### Studiová alba
- Blue Murder (1989)
- Nothin' but Trouble (1993)

###### Živé album
- Screaming Blue Murder: Dedicated to Phil Lynott (1994)